# Abstandsflächen-Übernahmeerklärung
Durch eine Abstandsflächen-Übernahmeerklärung stimmt der Grundstücknachbar zu, dass sich die Abstandsfläche eines Gebäudes am Nachbargrundstück ganz oder teilweise auf sein Grundstück erstrecken darf.
Gegenüber der zuständigen Bauordnungsbehörde kann ein Nachbar die öffentlich-rechtliche Verpflichtung eingehen, die Abstandfläche eines Nachbargebäudes auf seinem Grundstück nachweisen zu lassen (ugs. „die Abstandsfläche fällt auf sein Grundstück“). Hierzu wird eine Baulast im bei der Bauordnungsbehörde geführten sogenannten Baulastenverzeichnis eingetragen.
Diese Verpflichtung ist auch gegenüber den Rechtsnachfolgern des Grundstückseigentümers bindend. Sie kann erst nach Wegfall des Erfordernisses unter Zustimmung der Bauordnungsbehörde gelöscht werden. Das Bauordnungsrecht ist als ordnungsrechtlicher Regelungsbereich Ländersache, daher variieren die formellen Regelungen in jedem deutschen Bundesland.
Der Eintragung einer Baulast müssen alle im Grundbuch nachgewiesenen Eigentümer und durch dingliche Rechte Begünstigte (z. B. Erbbauberechtigte oder mit Auflassungsvormerkung eingetragene Erwerber) zustimmen. Hierzu ist der Bauordnungsbehörde ein aktueller Grundbuchauszug mit Bestandsverzeichnis, Abteilung I und Abteilung II des Grundbuchblatts vorzulegen. Die Übernahme der Abstandflächenbaulast (Übernahmeerklärung) wird anhand eines amtlichen Lageplans dokumentiert und maßlich festgelegt. Amtliche Lagepläne werden teilweise von Katasterämtern, meist aber von öffentlich bestellten Vermessungsingenieuren (ÖbVI) gefertigt.